# Kranenkasper
Koordinaten: 51° 41′ 52″ N, 8° 21′ 38″ O
Das Naturschutzgebiet Kranenkasper liegt auf dem Gebiet der Stadt Lippstadt im Kreis Soest in Nordrhein-Westfalen.
Das Gebiet erstreckt sich nördlich der Kernstadt Lippstadt und westlich von Lipperode. Am nördlichen Rand verläuft der Boker-Heide-Kanal und am östlichen Rand die B 55. Nordöstlich erstreckt sich das 12,03 ha große Naturschutzgebiet Margaretensee.

## Bedeutung
Für Lippstadt ist seit 2006 ein 7,37 ha großes Gebiet unter der Schlüsselnummer SO-088 als Naturschutzgebiet ausgewiesen.